# Градина Соколица
Градина Соколица је археолошки локалитет који се налази у Остри. Локалитет представља непокретно културно добро као споменик културе.

## Опис културног добра
Очувани остаци утврђења су због свог доминатног и стратешки повољног положаја били контуирано насељавани током временских епоха током праисторије у бронзаном добу, потом касне антике (од 4. до 6. века) и касније током 10. и 11. века. Неки налази указују да се Соколица користила као стално или привремено боравиште и током каснијег раздобља у време турске власти.
Утврђење је мањих димензија (65x35m) са двапојаса бедема, односно са два засебно брањена простора - Горњи град (простор зарављеног платоа) и Подграђе које се налази на стрмијем делу терена. Утврђују се северна, североисточна, западна и југозападна страна - јужна и источна страна нису посебно биле утврђене пошто се на њима налазила литица. Бедеми су брањени једном или помоћу две куле чији су остаци откривени у току ископавања. Ширина бедема је износила између 1,5 до 2,5m. У току истраживања откривена су четири објекта уз западни зид Горњег града, спољно и унутрашњо лице бедема и мањи простор у Подграђу. Од других елемената фортификације на североисточном углу делимично је откривена једна кула димензија 3 m х 3 m. На северозападном углу Горњег града са унутрашње стране уочава се објекат ромбоидне основе димензија 5,5 m х 4,4 m и зидовима дебљине 1,20 m, који би такође могао представљати кулу. Унутар Горњег града откривена су и три објекта димензија 5m х 4m са темељима зиданим од камена и блатног везива.
Соколица је насељавана још од периода металног доба. Најстарије остатке представљају налази грнчарије из бакарног доба украшене у маниру карактеристичном за Криводол - Салкуца- Бубањ (2600 – 2000 год. пре н.е.) културни комплекс и културне групе Баден - Коцофени (2300 – 2000 год. пре н.е.). Трагови живота на Соколици утврђени су и током бронзаног (Ватинска култура 1700 – 1200 пре н.е.) и старијег гвозденог доба.
Најмлађе остатке представљају уломци керамичких посуда из периода X - XI века када се утврђени положај на Соколици поново користи.

## Локација
Археолошко налазиште Соколица налази се на стеновитом узвишењу овалне основе испод западних падина планине Острице, у северном делу атара села Остра на граници према Вујетинцима. Позициониран надомак превоја преко гребена планине Остре, овај истакнути положај омогућавао је контролу трасе комуникације која је повезивала чачанску котлину и простор јужне Шумадије.

## Истраживачки рад
Ископавања овог локалитета изведена су у два наврата 1973.. и 1977. године у организацији Народног музеја у Чачку и Завода за заштиту споменика културе из Краљева. Након стављања под заштиту закона 1974. године и конзервације Соколица је презентована као споменик културе.
У античкој збирци Археолошког одељења Музеја у Чачку посебно се издваја једна фибула Инвентарски број А II/57 (Народни музеј у Чачку). са посувраћеном стопом и псеудонавојима, која потиче са овог локалитета. Она је за сада једини примерак ове врсте фибуле са подручја Чачка и околине. 
Фибула је пронађена у слоју шута, са спољне стране једне просторије, уз њен североисточни угао.
Фибула је направљена од бронзе, са једним мањим гвозденим делом. Израђена је техником ливења са проламањем, у двостраном калупу. Украс је изведен урезивањем (Т. III/1). Дужина ове фибуле је 4,2 cm. Ова фибула нема механизам за закопчавање, јер недостају осовина, опруга и игла. На глави фибуле налази се изједна ливени завршетак који је био у виду полиедра, али је приликом конзервације променио свој облик јер овај део фибуле углачан. У пресеку главе види се кружни остатак осовине која је била од гвожђа. Лук је полукружног пресека. Изнад споја стопе са луком налази се једно ојачање и осам псеудонавоја у виду уреза. Стопа фибуле је посувраћена, у облику латиничног слова U. Са доње стране стопе налази се троугаоно проширење са жљебом за иглу која недостаје (Т. III/2,3).

## Значај
Одлука о утврђивању археолошког локалитета под називом Град(ина) Соколица у Остри, Решење Завода за заштиту и научно проучавање споменика културе у Краљеву број 44 од 26.11.1974. године
Територијално надлежан завод за археолошки локалитет Град(ина) Соколица у Остри је Завод за заштиту споменика културе Краљево.
Број у централном регистру је СК 509 од 28.6.1983. године а СК 121 у ригистру надлежног Завода је 13.6.1983. године.